# UFC 246
UFC 246: McGregor vs. Cowboy（ユーエフシー・ツーフォーティシックス：マクレガー・バーサス・カウボーイ）は、アメリカ合衆国の総合格闘技団体「UFC」の大会の一つ。2020年1月18日、ネバダ州ラスベガスのT-モバイル・アリーナで開催された。

## 大会概要
本大会では、コナー・マクレガーとドナルド・セラーニのウェルター級戦が行われた。

## 試合結果

### アーリープレリム
第1試合 女子フライ級 5分3R
○  サビーナ・マゾ vs.  JJ・アルドリッチ ×
3R終了 判定2-1（28-29、29-28、29-28）
第2試合 ライトヘビー級 5分3R
○  アレクサ・カムール　vs.  ジャスティン・レデット ×
3R終了 判定3-0（29-28、30-27、30-27）

### プレリミナリーカード
第3試合 ライト級 5分3R
○  ドリュー・ドーバー vs.  ナスラット・ハクパラスト ×
1R 1:10 TKO（パウンド）
第4試合 フライ級　5分3R
○  アスカル・アスカロフ vs.  ティム・エリオット ×
3R終了 判定3-0（29-28、30-27、30-27）
第5試合 フェザー級 5分3R
○  ソディック・ユサフ vs.  アンドレ・フィリ ×
3R終了 判定3-0（29-28、29-28、29-28）
第6試合 女子フライ級 5分3R
○  ロクサン・モダフェリ vs.  メイシー・バーバー ×
3R終了 判定3-0（30-27、30-27、30-26）

### メインカード
第7試合 ライト級 5分3R
○  ディエゴ・フェレイラ　vs.  アンソニー・ペティス ×
2R 1:46 リアネイキドチョーク
第8試合 バンタム級 5分3R
○  ブライアン・ケレハー vs.  オデー・オズボーン ×
1R 2:49 ギロチンチョーク
第9試合 ヘビー級 5分3R
○  アレクセイ・オレイニク vs.  モーリス・グリーン ×
2R 4:38 腕ひしぎ逆十字固め
第10試合 女子バンタム級 5分3R
○  ホリー・ホルム vs.  ラケル・ペニントン ×
3R終了 判定3-0（29-28、30-27、30-27）
第11試合 ウェルター級 5分5R
○  コナー・マクレガー vs.  ドナルド・セラーニ ×
1R 0:40 TKO（パウンド）

### 各賞
ファイト・オブ・ザ・ナイト： 該当なし
パフォーマンス・オブ・ザ・ナイト：コナー・マクレガー、アレクセイ・オレイニク、ブライアン・ケレハー、ディエゴ・フェレイラ、ドリュー・ドーバー
各選手にはボーナスとして5万ドルが授与された。

### カード変更
負傷などによるカードの変更は以下の通り。